# Yehude Simon
Pour les articles homonymes, voir Simon.
Yehude Simon Munaro (né à Lima, le 18 juillet 1947) est un médecin vétérinaire, sociologue et homme d'État péruvien. De 2002 à 2008 il est président de la Région de Lambayeque. Le 14 octobre 2008 il est nommé président du Conseil, succédant à Jorge Del Castillo. À la suite de l'intervention militaire dans le département Amazonas, appelée le Baguazo, il annonce sa démission le 19 juin 2009 et le président Alan García désigne Javier Velásquez Quesquén pour le remplacer.

## Biographie

### Premières années
Yehude Simon est né le 18 juillet 1947 à Lima d’une famille de lignée juive par son père et italienne par sa mère. Sa famille déménage à Chiclayo pour exploiter un magasin de chaussures. Il fait ses études primaires et secondaires au Colegio Manuel Pardo et entre à la Faculté de Médecine Vétérinaire de l’Université Nationale Pedro Ruiz Gallo de Lambayeque, où il enseignera par la suite. Il épouse l’artiste-peintre Nancy Valcárcel avec qui il a eu quatre enfants.

### Début de sa carrière politique (années 80)
Yehude Simon commence son activité politique dans les années 1980 après le retour du pays à la démocratie. En 1983, il est candidat au siège de maire provincial de Chiclayo sous l’étiquette du parti Izquierda Unida et finit à la deuxième place. Lors des élections générales de 1985, il se présente sous l'étiquette Izquierda Unida et est élu député de Lambayeque (1985-1990). Il est membre des Commissions de Droits de l’homme et de la Justice du Congrès.
En 1991, il fonde le mouvement politique Movimiento Patria Libre qui sera accusé d’être la branche légale du Mouvement révolutionnaire Tupac Amaru (MRTA). Le 5 avril 1992, Simon se trouve en Europe, où il participe à des conférences. Apprenant le coup de force du président Alberto Fujimori (dit l'autogolpe ou auto-coup d'État), il décide de rentrer au Pérou pour s’opposer à la fermeture du congrès.

### Emprisonnement
Le 11 juin 1992 Yehude Simon est arrêté avec d’autres dirigeants de Patria Libre et est accusé de subversion. En 1992, il est condamné à 20 ans de prison pour le délit d’apologie du terrorisme. Pendant ses 8 ans et demi de réclusion les organisations telles qu'Amnistie Internationale, des médias et des personnalités politiques opposées à Fujimori réclament sa grâce.

### Libération et reprise des activités politiques (années 2000)
Les années 2000 marquent le retour de Simon en politique. En novembre 2000, pendant le gouvernement de transition dirigé par le président Valentín Paniagua Corazao, Simon est gracié et est libéré sur la demande du Ministre de la Justice Diego García Sayán. En 2002, le nouveau président Alejandro Toledo présente au nom de la nation des excuses à Simon, pour ce qu’il considère comme une injustice des plus graves. Pour autant, selon la législation péruvienne, la grâce concédée est une suspension de peine mais ne constitue pas la reconnaissance de l'absence de responsabilité de Simon pour les faits incriminés.
En 2002, Yehude Simon se présente aux élections régionales de Lambayeque et bat le Parti apriste péruvien (APRA), très puissant dans le nord du pays. Durant son premier mandat il s’intéresse principalement au développement du secteur rural. Sa réalisation la plus notoire est le redémarrage du projet d’irrigation Olmos.
En décembre 2005, en vue des élections générales de 2006, l’alliance Concertación Descentralista est conclue entre le Movimiento Humanista Peruano, le Partido por la Democracia Social-Compromiso Perú, Autogobierno Ayllu et d’autres organisations régionalistes. L’alliance est présidée par Susana Villarán de la Puente, candidate à la présidence.
Aux élections régionales du 19 novembre 2006, Yehude Simon gagne de nouveau face à l'APRA et au mouvement Amistad Solidaria Independiente.
Le 14 octobre 2008, le président Alan García Pérez nomme Yehude Simon président du Conseil des ministres, en remplacement de Jorge del Castillo.
Le cabinet de ce dernier a dû démissionner à la suite d'un scandale de corruption en son sein.

## Carrière politique en résumé
- President de la Fédération des enseignants de l’Université Nationale Pedro Ruiz Gallo, 1981-1985[3].
- Secrétaire général d’Izquierda Unida de Lambayeque, 1984[3].
- President du Front de Défense de Lambayeque, 1984-1990[3].
- Presidente Colegiado de la Asamblea Nacional Popular, 1988-1992[3].
- Député de Lambayeque, 1985-1990[3].
- President du Movimiento Humanista Peruano, 2000 à aujourd'hui[3].
- Président de la région de Lambayeque, 2003-2008[3].
- Président du conseil des ministres du Pérou[3].

## Activité littéraire et journalistique
Le 11 janvier 2001, Simon a reçu le prix du fonds d'urgence PEN/NOVIB, attribué à Amsterdam (Pays-Bas) par le Comité des écrivains emprisonnés (Writers in Prison Committee, WiPC).
Pendant sa réclusion, Yehude Simon a écrit diverses œuvres litteéraires :
- 1995 : El Grito de la Agonía – Recueil de poèmes.
- 1998 : El Pasajero y Otros Cuentos - Contes.
- 1999 : El Grito de la Agonía - Essai.